# Luis Flores Villena
Pour les articles homonymes, voir Luis Flores.
Luis Alberto Flores Villena, né le 18 août 1964 à Arequipa au Pérou, est un entraîneur péruvien de football.

## Biographie
Ancien joueur du FBC Melgar des années 1990, Luis Puchito Flores entraîne à plusieurs reprises son ancien club de joueur sous forme d'intérim entre 1998 et 2002. Entre 2005 et 2008, il a l'occasion de diriger des clubs de la région d'Arequipa en D1 dont l'Atlético Universidad en 2005 et le Total Clean en 2007, jusqu'à son retour au FBC Melgar en 2009.
Entre 2008 et 2009, il prend la tête du Cobresol en D2.
Après avoir pris les rênes du Sportivo Huracán deux fois en 2011 et 2012, il obtient son premier titre, à la tête du CD San Simón de Moquegua, lorsqu'il remporte la Copa Perú 2013. 
En 2014, il dirige le Real Garcilaso en 1re division (sous forme d'intérim) puis recale en 2016 au Deportivo Binacional, avec lequel il remporte son deuxième titre, la Copa Perú 2017. Fin 2020, il revient au Deportivo Binacional mais est licencié après deux défaites consécutives lors des deux premières journées du championnat 2021.
Le 19 septembre 2023, il est présenté à la tête du Cusco FC (ex Real Garcilaso) succédant à l'Uruguayen Pablo Peirano destitué la veille.

## Palmarès d'entraîneur
| CD San Simón - Copa Perú (1) : - Vainqueur : 2013. |  | Deportivo Binacional - Copa Perú (1) : - Vainqueur : 2017. |